# Бірлік (Таскалинський район)
Бірлі́к (каз. Бірлік) — село у складі Таскалинського району Західноказахстанської області Казахстану. Входить до складу Таскалинського сільського округу.
У радянські часи село називалось Кузнецово.
Населення — 292 особи (2021; 329 у 2009, 395 у 1999, 430 у 1989).